# Covarianza y contravarianza

Base tangente
     e1, e2, e3 como coordenadas sobre las curvas de color negro      (izquierda)
Base dual, base covectorial o base recíproca
     e1, e2, e3 como coordenadas de las superficies      (derecha)

Un vector v, representado en términos de
Base tangente:
- e_{1}, e_{2}, e_{3} como coordenadas sobre las curvas de color negro (izquierda)
Base dual, base covectorial o base recíproca:
- e1, e2, e3 como coordenadas de las superficies (derecha)
en coordenadas curvilineas tridimensionales generales (q1, q2, q3), una tupla de números para definir un punto en un espacio de posiciones y momentos. Téngase en cuenta que la base y la cobase coinciden solo cuando la base es ortogonal.

En física, especialmente en el álgebra multilineal y en el análisis tensorial, la covarianza y la contravarianza describen cómo la caracterización cuantitativa de ciertas entidades geométricas o físicas se modifica cuando se produce un cambio de base. Brevemente, un vector contravariante es una lista de números que se transforman de manera opuesta a un cambio de base, y un vector covariante es una lista de números que se transforman de acuerdo con un cambio de base. Los vectores contravariantes a menudo se denominan simplemente vectores y los vectores covariantes se denominan covectores o vectores duales. Los términos covariante y contravariante fueron introducidos por James Joseph Sylvester en 1851.
Los sistemas de coordenadas curvilíneos, como las coordenadas cilíndricas o las coordenadas esféricas, se utilizan a menudo en problemas físicos y geométricos. Asociada con cualquier sistema de coordenadas existe una elección natural de la base de coordenadas para los vectores basados en cada punto del espacio, y la covarianza y la contravarianza son particularmente importantes para comprender cómo cambia la descripción de las coordenadas de un vector al pasar de un sistema de coordenadas a otro. Los tensores son objetos propios del álgebra multilineal que pueden tener aspectos tanto de covarianza como de contravarianza.

## Introducción
En física, un vector surge habitualmente como el resultado de una medición o una serie de mediciones y se representa como una lista (o tupla) de números como
{\displaystyle (v_{1},v_{2},v_{3}).}
Los números de la lista dependen de la elección del sistema de coordenadas. Por ejemplo, si el vector representa la posición con respecto a un observador (posición), entonces el sistema de coordenadas se puede obtener a partir de un sistema de "varillas rígidas", o ejes de referencia, en los que se miden las componentes v1, v2 y v3. Para que un vector represente un objeto geométrico, debe ser posible describir cómo se ve en cualquier otro sistema de coordenadas. Es decir, las componentes de los vectores se transformarán de cierta manera al pasar de un sistema de coordenadas a otro.
Un caso ilustrativo sencillo es el de un vector euclideo. Para un vector, una vez que se ha definido un conjunto de vectores de la base, las componentes de ese vector siempre variarán de forma opuesta a la de los vectores de la base. Por lo tanto, ese vector se define como un tensor contravariante. Tómese ahora como ejemplo un vector de posición estándar. Al cambiar la escala de los ejes de referencia de metros a centímetros (es decir, al dividir la escala de los ejes de referencia por 100, de modo que los vectores de la base ahora tengan {\displaystyle .01} metros de largo), las componentes de la posición del vector medido quedan multiplicadas por 100. Las componentes de un vector cambian de escala inversamente a los cambios de escala en los ejes de referencia y, en consecuencia, un vector de posición se denomina tensor contravariante.
Un vector, que es un ejemplo de tensor contravariante, tiene componentes que se transforman inversamente a la transformación de los ejes de referencia (con transformaciones que incluyen por ejemplo rotaciones y dilataciones). El vector en sí no cambia bajo estas operaciones, paro las componentes del vector cambian de una manera que cancelan el cambio en los ejes espaciales. En otras palabras, si los ejes de referencia giraran en una dirección, las componentes que representan el vector rotarían exactamente en la dirección opuesta. De manera similar, si los ejes de referencia se estiraran en una dirección, las componentes del vector se reducirían de una manera exactamente compensada. Matemáticamente, si el sistema de coordenadas sufre una transformación descrita por una matriz invertible M de orden {\displaystyle n\times n}, de modo que los vectores de la base se transforman según {\displaystyle {\begin{bmatrix}\mathbf {e} _{1}^{\prime }\ \mathbf {e} _{2}^{\prime }\ ...\ \mathbf {e} _{n}^{\prime }\end{bmatrix}}={\begin{bmatrix}\mathbf {e} _{1}\ \mathbf {e} _{2}\ ...\ \mathbf {e} _{n}\end{bmatrix}}M}, entonces las componentes de un vector v en la base original ({\displaystyle v^{i}}) deben transformarse de manera similar a través de {\displaystyle {\begin{bmatrix}v^{1}{^{\prime }}\\v^{2}{^{\prime }}\\...\\v^{n}{^{\prime }}\end{bmatrix}}=M^{-1}{\begin{bmatrix}v^{1}\\v^{2}\\...\\v^{n}\end{bmatrix}}}. Las componentes de un vector suelen representarse ordenadas en una columna.
Por el contrario, un covector tiene componentes que se transforman como los ejes de referencia. Forman parte del espacio vectorial dual, y representan aplicaciones lineales entre vectores y escalares. El operador del producto escalar que involucra vectores es un buen ejemplo de covector. Para ilustrarlo, supóngase que se tiene un covector definido como {\displaystyle \mathbf {v} \ \cdot }, donde {\displaystyle \mathbf {v} } es un vector. Las componentes de este covector en alguna base arbitraria son {\displaystyle {\begin{bmatrix}\mathbf {v} \cdot \mathbf {e} _{1}&\mathbf {v} \cdot \mathbf {e} _{2}&...&\mathbf {v} \cdot \mathbf {e} _{n}\end{bmatrix}}}, siendo {\displaystyle {\begin{bmatrix}\mathbf {e} _{1}\ \mathbf {e} _{2}\ ...\ \mathbf {e} _{n}\end{bmatrix}}} los vectores de la base en el espacio vectorial correspondiente (esto se puede deducir observando que se quiere obtener la respuesta correcta para la operación del producto escalar al multiplicar por un vector arbitrario {\displaystyle \mathbf {w} }, con componentes {\displaystyle {\begin{bmatrix}w^{1}\\w^{2}\\...\\w^{n}\end{bmatrix}}}). La covarianza de estos componentes del covector se ve fácilmente al observar que si se aplicara una transformación descrita por una matriz invertible M de orden {\displaystyle n\times n} a los vectores de la base en el espacio vectorial correspondiente, {\displaystyle {\begin{bmatrix}\mathbf {e} _{1}^{\prime }\ \mathbf {e} _{2}^{\prime }\ ...\ \mathbf {e} _{n}^{\prime }\end{bmatrix}}={\begin{bmatrix}\mathbf {e} _{1}\ \mathbf {e} _{2}\ ...\ \mathbf {e} _{n}\end{bmatrix}}M}, entonces las componentes del covector {\displaystyle \mathbf {v} \ \cdot } se transforman con la misma matriz {\displaystyle M}, es decir, {\displaystyle {\begin{bmatrix}\mathbf {v} \cdot \mathbf {e} _{1}^{\prime }&\mathbf {v} \cdot \mathbf {e} _{2}^{\prime }&...&\mathbf {v} \cdot \mathbf {e} _{n}^{\prime }\end{bmatrix}}={\begin{bmatrix}\mathbf {v} \cdot \mathbf {e} _{1}&\mathbf {v} \cdot \mathbf {e} _{2}&...&\mathbf {v} \cdot \mathbf {e} _{n}\end{bmatrix}}M}. Las componentes de un covector suelen representarse dispuestas en una fila.
Un tercer concepto relacionado con la covarianza y la contravarianza es la invariancia. Un escalar (también llamado tensor de tipo 0 o de rango 0) es un objeto que no varía con el cambio de base. Un ejemplo de un observable físico que es escalar es la masa de una partícula. El valor escalar único de la masa es independiente de los cambios en los vectores de la base y, en consecuencia, se denomina invariante. La magnitud de un vector (como su longitud) es otro ejemplo de invariante, porque permanece fija incluso si las componentes del vector geométrico varían (por ejemplo, para un vector de posición de {\displaystyle 3} metros de longitud, si todos los vectores de la base de coordenadas cartesianas se cambian de {\displaystyle 1} metro de longitud a {\displaystyle .01} metros de longitud, la longitud del vector de posición permanece sin cambios en {\displaystyle 3} metros, aunque todas las componentes del vector aumentan por un factor de {\displaystyle 100}). El producto escalar de un vector y de un covector es invariante, porque uno tiene componentes que varían con el cambio de base y el otro tiene componentes que varían de manera opuesta, y los dos efectos se cancelan. Se dice así que los covectores son duales con respecto a los vectores.
Así, de forma resumida:
- Un vector o vector tangente, tiene componentes que contra-varían con respecto a un cambio de base, para compensarlo. Es decir, la matriz que transforma las componentes del vector debe ser la inversa de la matriz que transforma los vectores de la base. Se dice que las componentes de los vectores (a diferencia de las de los covectores) son contravariantes. Según la notación de Einstein (suma implícita sobre índice repetido), las componentes contravariantes se indican con superíndices (índices superiores), como en
{\displaystyle \mathbf {v} =v^{i}\mathbf {e} _{i}}

- Un covector o vector cotangente tiene componentes que covarían con un cambio de base en el espacio vectorial correspondiente (inicial). Es decir, las componentes deben transformarse mediante la misma matriz que la matriz de cambio de base en el espacio vectorial correspondiente (inicial). Se dice que las componentes de los covectores (a diferencia de las de los vectores) son covariantes. Según la notación de Einstein, las componentes covariantes se indican con subíndices (índices inferiores), como en
{\displaystyle \mathbf {w} =w_{i}\mathbf {e} ^{i}.}

- El producto escalar de un vector y de un covector es el escalar {\displaystyle v^{i}w_{i}}, que es invariante. Es el emparejamiento dual de vectores y covectores.

## Definición

Componentes covariantes y contravariantes de un vector cuando la base no es ortogonal

La formulación general de covarianza y contravarianza se refiere a cómo las componentes de un vector de coordenadas se transforman bajo un cambio de base (transformación pasiva). Por lo tanto, sea V un espacio vectorial de dimensión n sobre un cuerpo de escalares S, y sea cada una de f= (X1, ..., Xn) y f′= (Y1, ..., Yn) una base de V. Además, el cambio de base de f a f′ viene dado por
| {\displaystyle \mathbf {f} \mapsto \mathbf {f} '=\left(\sum _{i}a_{1}^{i}X_{i},\dots ,\sum _{i}a_{n}^{i}X_{i}\right)=\mathbf {f} A} | \| \| \| \| \| \| \| \| | (1) |
| |                         |     |
| |                         |     |

para alguna matriz A invertible de orden n×n, con elementos {\displaystyle a_{j}^{i}}. Aquí, cada vector Yj de la base f' es una combinación lineal de los vectores Xi de la base f, de modo que
{\displaystyle Y_{j}=\sum _{i}a_{j}^{i}X_{i}.}

### Transformación contravariante
Un vector {\displaystyle v} en V se expresa como una única combinación lineal de los elementos {\displaystyle X_{i}} de la base f, como
| {\displaystyle v=\sum _{i}v^{i}[\mathbf {f} ]X_{i},} | \| \| \| \| \| \| \| \| | (2) |
|                                                      |                         |     |
|                                                      |                         |     |

donde vi[f] son elementos del cuerpo S, conocidos como las componentes de v en la base f. Denótese el vector columna de las componentes de v por v[f]:
{\displaystyle \mathbf {v} [\mathbf {f} ]={\begin{bmatrix}v^{1}[\mathbf {f} ]\\v^{2}[\mathbf {f} ]\\\vdots \\v^{n}[\mathbf {f} ]\end{bmatrix}}}
de modo que (2) pueda reescribirse como un producto matricial
{\displaystyle v=\mathbf {f} \,\mathbf {v} [\mathbf {f} ].}
El vector v también se puede expresar en términos de la base f', de modo que
{\displaystyle v=\mathbf {f'} \,\mathbf {v} [\mathbf {f'} ].}
Sin embargo, dado que el propio vector v es invariante respecto a la elección de la base,
{\displaystyle \mathbf {f} \,\mathbf {v} [\mathbf {f} ]=v=\mathbf {f'} \,\mathbf {v} [\mathbf {f'} ].}
La invariancia de v combinada con la relación (1) entre f y f′ implica que
{\displaystyle \mathbf {f} \,\mathbf {v} [\mathbf {f} ]=\mathbf {f} A\,\mathbf {v} [\mathbf {f} A],}
dando la regla de transformación
{\displaystyle \mathbf {v} [\mathbf {f'} ]=\mathbf {v} [\mathbf {f} A]=A^{-1}\mathbf {v} [\mathbf {f} ].}
En términos de componentes,
{\displaystyle v^{i}[\mathbf {f} A]=\sum _{j}{\tilde {a}}_{j}^{i}v^{j}[\mathbf {f} ]}
donde los coeficientes {\displaystyle {\tilde {a}}_{j}^{i}} son los elementos de la matriz inversa de A.
Debido a que las componentes del vector v se transforman con la inversa de la matriz A, se dice que estas componentes se transforman contravariantemente con respecto a un cambio de base.
La forma en que A relaciona los dos pares se representa en el siguiente diagrama informal mediante una flecha. La inversión de la flecha indica un cambio contravariante:
{\displaystyle {\begin{aligned}\mathbf {f} &\longrightarrow \mathbf {f'} \\v[\mathbf {f} ]&\longleftarrow v[\mathbf {f'} ]\end{aligned}}}

### Transformación covariante
Un funcional lineal α en V se expresa de una única manera en términos de sus componentes (elementos en S) en la base f como
{\displaystyle \alpha (X_{i})=\alpha _{i}[\mathbf {f} ],\quad i=1,2,\dots ,n.}
Estas componentes son la acción de α sobre los vectores Xi de la base f.
Bajo el cambio de base de f a f′ (a través de 1), las componentes se transforman de modo que
| {\displaystyle {\begin{aligned}\alpha _{i}[\mathbf {f} A]&=\alpha (Y_{i})\\&=\alpha \left(\sum _{j}a_{i}^{j}X_{j}\right)\\&=\sum _{j}a_{i}^{j}\alpha (X_{j})\\&=\sum _{j}a_{i}^{j}\alpha _{j}[\mathbf {f} ].\end{aligned}}} | \| \| \| \| \| \| \| \| | (3) |
| |                         |     |
| |                         |     |

Se denota ahora el vector fila de las componentes de α por α[f]:
{\displaystyle \mathbf {\alpha } [\mathbf {f} ]={\begin{bmatrix}\alpha _{1}[\mathbf {f} ],\alpha _{2}[\mathbf {f} ],\dots ,\alpha _{n}[\mathbf {f} ]\end{bmatrix}}}
de modo que (3) pueda reescribirse como el producto matricial
{\displaystyle \alpha [\mathbf {f} A]=\alpha [\mathbf {f} ]A.}
Debido a que los componentes del funcional lineal α se transforman con la matriz "A", se dice que estos componentes se "transforman covariantemente" bajo un cambio de base.
La forma en que A relaciona los dos pares se representa en el siguiente diagrama informal mediante una flecha. Se indica una relación covariante, ya que las flechas están orientadas en la misma dirección:
{\displaystyle {\begin{aligned}\mathbf {f} &\longrightarrow \mathbf {f'} \\\alpha [\mathbf {f} ]&\longrightarrow \alpha [\mathbf {f'} ]\end{aligned}}}
Si en su lugar se hubiera utilizado una representación vectorial en columna, la ley de transformación sería la matriz transpuesta
{\displaystyle \alpha ^{\mathrm {T} }[\mathbf {f} A]=A^{\mathrm {T} }\alpha ^{\mathrm {T} }[\mathbf {f} ].}

## Coordenadas
La elección de la base f en el espacio vectorial V define de forma única un conjunto de funciones de coordenadas en V, mediante
{\displaystyle x^{i}[\mathbf {f} ](v)=v^{i}[\mathbf {f} ].}
Las coordenadas en V son por lo tanto contravariantes en el sentido de que
{\displaystyle x^{i}[\mathbf {f} A]=\sum _{k=1}^{n}{\tilde {a}}_{k}^{i}x^{k}[\mathbf {f} ].}
Por el contrario, un sistema de n cantidades vi que se transforman como las coordenadas xi en V define un vector contravariante (o simplemente vector). Un sistema de n cantidades que se transforman en sentido opuesto a las coordenadas es entonces un vector covariante (o covector).
Esta formulación de contravarianza y covarianza suele ser más natural en las aplicaciones en las que hay un espacio de coordenadas (una variedad) en la que los vectores están definidos como vectores tangentes o como vectores cotangentes. Dado un sistema de coordenadas local xi en la variedad, los ejes de referencia para el sistema de coordenadas son los campos vectoriales
{\displaystyle X_{1}={\frac {\partial }{\partial x^{1}}},\dots ,X_{n}={\frac {\partial }{\partial x^{n}}}.}
Esto da lugar al marco de referencia f= (X1, ..., Xn) en cada punto del parche de coordenadas (aplicación lineal uno a uno de un subespacio en un espacio de dimensión superior).
Si yi es un sistema de coordenadas diferente y
{\displaystyle Y_{1}={\frac {\partial }{\partial y^{1}}},\dots ,Y_{n}={\frac {\partial }{\partial y^{n}}},}
entonces el sistema de referencia f' está relacionado con el sistema de referencia f por la inversa de la matriz jacobiana del cambio de coordenadas:
{\displaystyle \mathbf {f} '=\mathbf {f} J^{-1},\quad J=\left({\frac {\partial y^{i}}{\partial x^{j}}}\right)_{i,j=1}^{n}.}
O, expresado mediante índices,
{\displaystyle {\frac {\partial }{\partial y^{i}}}=\sum _{j=1}^{n}{\frac {\partial x^{j}}{\partial y^{i}}}{\frac {\partial }{\partial x^{j}}}.}
Un vector tangente es, por definición, un vector que es una combinación lineal de las coordenadas parciales {\displaystyle \partial /\partial x^{i}}. Por lo tanto, un vector tangente está definido por
{\displaystyle v=\sum _{i=1}^{n}v^{i}[\mathbf {f} ]X_{i}=\mathbf {f} \ \mathbf {v} [\mathbf {f} ].}
Tal vector es contravariante con respecto al cambio de sistema de referencia. Bajo cambios en el sistema de coordenadas, se tiene que
{\displaystyle \mathbf {v} \left[\mathbf {f} '\right]=\mathbf {v} \left[\mathbf {f} J^{-1}\right]=J\,\mathbf {v} [\mathbf {f} ].}
Por lo tanto, las componentes de un vector tangente se transforman mediante
{\displaystyle v^{i}\left[\mathbf {f} '\right]=\sum _{j=1}^{n}{\frac {\partial y^{i}}{\partial x^{j}}}v^{j}[\mathbf {f} ].}
En consecuencia, un sistema de n cantidades vi en función de las coordenadas que se transforman de esta forma al pasar de un sistema de coordenadas a otro, se denomina vector contravariante.

## Componentes covariantes y contravariantes de un vector con métrica

Las componentes contravariantes de un vector se obtienen mediante su proyección sobre los ejes de coordenadas. Las componentes covariantes se obtienen proyectándolo sobre las líneas normales a los hiperplanos de coordenadas

En un espacio vectorial V de dimensión finita sobre un cuerpo K con una forma bilineal simétrica g : V × V → K (que puede denominarse tensor métrico), hay poca distinción entre vectores covariantes y contravariantes, porque la forma bilineal permite identificar covectores con vectores. Es decir, un vector v determina de forma única un covector α mediante
{\displaystyle \alpha (w)=g(v,w)}
para todos los vectores w. Por el contrario, cada covector α determina un vector único v mediante esta ecuación. Debido a esta identificación de vectores con covectores, se puede hablar de las componentes covariantes o componentes contravariantes de un vector, es decir, son solo representaciones del mismo vector usando el bases recíprocas.
Dada una base f= (X1, ..., Xn) de V, existe una única base recíproca f#= (Y1, ..., Yn) de V determinada al exigir que
{\displaystyle g(Y^{i},X_{j})=\delta _{j}^{i},}
la delta de Kronecker. En términos de estas bases, cualquier vector v se puede escribir de dos maneras:
{\displaystyle {\begin{aligned}v&=\sum _{i}v^{i}[\mathbf {f} ]X_{i}=\mathbf {f} \,\mathbf {v} [\mathbf {f} ]\\&=\sum _{i}v_{i}[\mathbf {f} ]Y^{i}=\mathbf {f} ^{\sharp }\mathbf {v} ^{\sharp }[\mathbf {f} ].\end{aligned}}}
Las componentes vi[f] son las componentes contravariantes del vector v en la base f, y las componentes vi[f] son las componentes covariantes de v en la base f. La terminología se justifica porque bajo un cambio de base,
{\displaystyle \mathbf {v} [\mathbf {f} A]=A^{-1}\mathbf {v} [\mathbf {f} ],\quad \mathbf {v} ^{\sharp }[\mathbf {f} A]=A^{T}\mathbf {v} ^{\sharp }[\mathbf {f} ].}

### Plano euclídeo
En el plano euclídeo, el producto escalar permite identificar vectores con covectores. Si {\displaystyle \mathbf {e} _{1},\mathbf {e} _{2}} es una base, entonces la base dual {\displaystyle \mathbf {e} ^{1},\mathbf {e} ^{2}} satisface que
{\displaystyle {\begin{aligned}\mathbf {e} ^{1}\cdot \mathbf {e} _{1}=1,&\quad \mathbf {e} ^{1}\cdot \mathbf {e} _{2}=0\\\mathbf {e} ^{2}\cdot \mathbf {e} _{1}=0,&\quad \mathbf {e} ^{2}\cdot \mathbf {e} _{2}=1.\end{aligned}}}
Por lo tanto, e1 y e2 son perpendiculares entre sí, al igual que e2 y e1, y las longitudes de e'1 y e'2 quedan normalizadas contra e1 y e2, respectivamente.

#### Ejemplo
Por ejemplo, supóngase que tenemos una base e1, e2 que consta de un par de vectores que forman un ángulo de 45° entre sí, de modo que e1 tiene longitud 2 y e2 tiene longitud 1. Entonces, los vectores de la base dual se dan de la siguiente manera:
- e2 es el resultado de girar e1 en un ángulo de 90° (donde el sentido se mide asumiendo que el par e1, e2 esté orientado positivamente), y luego se reescala para que e2 ⋅ e2 = 1 se mantenga.
- e1 es el resultado de girar e2 en un ángulo de 90° y luego cambiar la escala para que e1 ⋅ e1 = 1 se mantenga.

Aplicando estas reglas, se obtiene
{\displaystyle \mathbf {e} ^{1}={\frac {1}{2}}\mathbf {e} _{1}-{\frac {1}{\sqrt {2}}}\mathbf {e} _{2}}
y
{\displaystyle \mathbf {e} ^{2}=-{\frac {1}{\sqrt {2}}}\mathbf {e} _{1}+2\mathbf {e} _{2}.}
Por lo tanto, el cambio de matriz de base al pasar de la base original a la base recíproca es
{\displaystyle R={\begin{bmatrix}{\frac {1}{2}}&-{\frac {1}{\sqrt {2}}}\\-{\frac {1}{\sqrt {2}}}&2\end{bmatrix}},}
dado que
{\displaystyle [\mathbf {e} ^{1}\ \mathbf {e} ^{2}]=[\mathbf {e} _{1}\ \mathbf {e} _{2}]{\begin{bmatrix}{\frac {1}{2}}&-{\frac {1}{\sqrt {2}}}\\-{\frac {1}{\sqrt {2}}}&2\end{bmatrix}}.}
Por ejemplo, el vector
{\displaystyle v={\frac {3}{2}}\mathbf {e} _{1}+2\mathbf {e} _{2}}
es un vector con componentes contravariantes
{\displaystyle v^{1}={\frac {3}{2}},\quad v^{2}=2.}
Las componentes covariantes se obtienen igualando las dos expresiones del vector v:
{\displaystyle v=v_{1}\mathbf {e} ^{1}+v_{2}\mathbf {e} ^{2}=v^{1}\mathbf {e} _{1}+v^{2}\mathbf {e} _{2}}
entonces
{\displaystyle {\begin{aligned}{\begin{bmatrix}v_{1}\\v_{2}\end{bmatrix}}&=R^{-1}{\begin{bmatrix}v^{1}\\v^{2}\end{bmatrix}}\\&={\begin{bmatrix}4&{\sqrt {2}}\\{\sqrt {2}}&1\end{bmatrix}}{\begin{bmatrix}v^{1}\\v^{2}\end{bmatrix}}\\&={\begin{bmatrix}6+2{\sqrt {2}}\\2+{\frac {3}{\sqrt {2}}}\end{bmatrix}}\end{aligned}}.}

### Espacio euclídeo tridimensional
En el espacio euclídeo tridimensional, también se puede determinar explícitamente la base dual de un conjunto dado de vectores de una base 'e1, e2, e3 de E3 que no se supone necesariamente que sean ortogonales ni de norma unitaria. Los vectores de la base dual son:
{\displaystyle \mathbf {e} ^{1}={\frac {\mathbf {e} _{2}\times \mathbf {e} _{3}}{\mathbf {e} _{1}\cdot (\mathbf {e} _{2}\times \mathbf {e} _{3})}};\qquad \mathbf {e} ^{2}={\frac {\mathbf {e} _{3}\times \mathbf {e} _{1}}{\mathbf {e} _{2}\cdot (\mathbf {e} _{3}\times \mathbf {e} _{1})}};\qquad \mathbf {e} ^{3}={\frac {\mathbf {e} _{1}\times \mathbf {e} _{2}}{\mathbf {e} _{3}\cdot (\mathbf {e} _{1}\times \mathbf {e} _{2})}}.}
Incluso cuando ei y ei no son ortonormales, siguen siendo mutuamente recíprocos:
{\displaystyle \mathbf {e} ^{i}\cdot \mathbf {e} _{j}=\delta _{j}^{i},}
Entonces las componentes contravariantes de cualquier vector v se pueden obtener mediante el producto escalar de v con los vectores de la base dual:
{\displaystyle q^{1}=\mathbf {v} \cdot \mathbf {e} ^{1};\qquad q^{2}=\mathbf {v} \cdot \mathbf {e} ^{2};\qquad q^{3}=\mathbf {v} \cdot \mathbf {e} ^{3}.}
Asimismo, las componentes covariantes de v se pueden obtener a partir del producto escalar de v con los vectores de la base, a saber.
{\displaystyle q_{1}=\mathbf {v} \cdot \mathbf {e} _{1};\qquad q_{2}=\mathbf {v} \cdot \mathbf {e} _{2};\qquad q_{3}=\mathbf {v} \cdot \mathbf {e} _{3}.}
Entonces v se puede expresar de dos maneras (recíprocas), a saber:
{\displaystyle \mathbf {v} =q^{i}\mathbf {e} _{i}=q^{1}\mathbf {e} _{1}+q^{2}\mathbf {e} _{2}+q^{3}\mathbf {e} _{3}.}
o
{\displaystyle \mathbf {v} =q_{i}\mathbf {e} ^{i}=q_{1}\mathbf {e} ^{1}+q_{2}\mathbf {e} ^{2}+q_{3}\mathbf {e} ^{3}}
Combinando las relaciones anteriores, se obtiene que
{\displaystyle \mathbf {v} =(\mathbf {v} \cdot \mathbf {e} ^{i})\mathbf {e} _{i}=(\mathbf {v} \cdot \mathbf {e} _{i})\mathbf {e} ^{i}}
y se puede pasar entre la base y la base dual mediante
{\displaystyle q_{i}=\mathbf {v} \cdot \mathbf {e} _{i}=(q^{j}\mathbf {e} _{j})\cdot \mathbf {e} _{i}=(\mathbf {e} _{j}\cdot \mathbf {e} _{i})q^{j}}
y
{\displaystyle q^{i}=\mathbf {v} \cdot \mathbf {e} ^{i}=(q_{j}\mathbf {e} ^{j})\cdot \mathbf {e} ^{i}=(\mathbf {e} ^{j}\cdot \mathbf {e} ^{i})q_{j}.}
Si los vectores de la base son ortonormales, entonces son iguales que los vectores de la base dual.

### Espacios euclídeos generales
De manera más general, en un espacio euclídeo V de n dimensiones, si una base es
{\displaystyle \mathbf {e} _{1},\dots ,\mathbf {e} _{n},}
la base recíproca está dada por (los índices dobles se suman),
{\displaystyle \mathbf {e} ^{i}=g^{ij}\mathbf {e} _{j}}
donde los coeficientes gij son las entradas de la matriz inversa de
{\displaystyle g_{ij}=\mathbf {e} _{i}\cdot \mathbf {e} _{j}.}
En efecto, entonces se tiene que
{\displaystyle \mathbf {e} ^{i}\cdot \mathbf {e} _{k}=g^{ij}\mathbf {e} _{j}\cdot \mathbf {e} _{k}=g^{ij}g_{jk}=\delta _{k}^{i}.}
Las componentes covariantes y contravariantes de cualquier vector
{\displaystyle \mathbf {v} =q_{i}\mathbf {e} ^{i}=q^{i}\mathbf {e} _{i}\,}
están relacionados como arriba por
{\displaystyle q_{i}=\mathbf {v} \cdot \mathbf {e} _{i}=(q^{j}\mathbf {e} _{j})\cdot \mathbf {e} _{i}=q^{j}g_{ji}}
y
{\displaystyle q^{i}=\mathbf {v} \cdot \mathbf {e} ^{i}=(q_{j}\mathbf {e} ^{j})\cdot \mathbf {e} ^{i}=q_{j}g^{ji}.}

## Uso informal
En el campo de física, el adjetivo covariante se utiliza a menudo de manera informal como sinónimo de invariante. Por ejemplo, la ecuación de Schrödinger no mantiene su forma escrita bajo las transformaciones de coordenadas de la teoría de la relatividad especial. Por lo tanto, un físico podría decir que la ecuación de Schrödinger no es covariante. Por el contrario, la ecuación de Klein-Gordon y la ecuación de Dirac mantienen su forma escrita bajo estas transformaciones de coordenadas. Por lo tanto, un físico podría decir que estas ecuaciones son covariantes.
A pesar de este uso del término covariante, es más exacto decir que las ecuaciones de Klein-Gordon y Dirac son invariantes y que la ecuación de Schrödinger no es invariante. Además, para eliminar ambigüedades, se debe indicar la transformación mediante la que se evalúa la invarianza.
Debido a que los componentes de los vectores son contravariantes y los de los covectores son covariantes, a menudo se hace referencia a los propios vectores como contravariantes y a los covectores como covariantes.

## Uso en análisis tensorial
La distinción entre covarianza y contravarianza es particularmente importante para los cálculos con tensores, que a menudo tienen varianza mixta. Esto significa que tienen componentes covariantes y contravariantes, o componentes vectoriales y covectoriales. La valencia de un tensor es el número de términos variantes y covariantes, y en según la notación de Einstein, las componentes covariantes se representan con subíndices, mientras que las componentes contravariantes se representan con superíndices. La dualidad entre covarianza y contravarianza interviene siempre que una cantidad vectorial o tensorial está representada por sus componentes, aunque en la geometría diferencial moderna se utiliza métodos sin índices para representar tensores más sofisticados.
En análisis tensorial, un vector covariante varía más o menos recíprocamente con respecto a un vector contravariante correspondiente. Las expresiones para longitudes, áreas y volúmenes de objetos en el espacio vectorial se pueden dar en términos de tensores con índices covariantes y contravariantes. Bajo simples expansiones y contracciones de las coordenadas, la reciprocidad es exacta; bajo transformaciones afines, los componentes de un vector se entremezclan entre expresiones covariantes y contravariantes.
En un variedad, un campo tensorial normalmente tendrá múltiples índices superiores e inferiores, donde la notación de Einstein se usa ampliamente. Cuando la variedad está equipada con una métrica, los índices covariantes y contravariantes se relacionan muy estrechamente entre sí. Los índices contravariantes se pueden convertir en índices covariantes mediante contracción con el tensor métrico. Lo contrario es posible contrayendo con la inversa (matriz en su caso) del tensor métrico. Téngase en cuenta que, en general, no existe tal relación en espacios que no están dotados de un tensor métrico. Además, desde un punto de vista más abstracto, un tensor simplemente está ahí, y sus componentes de cualquier tipo son solo artefactos de cálculo cuyos valores dependen de las coordenadas elegidas.
La explicación en términos geométricos es que un tensor general tendrá índices contravariantes así como índices covariantes, porque tiene partes definidas tanto según fibrados tangentes como según fibrados cotangentes.
Un vector contravariante es aquel que se transforma como {\displaystyle {\frac {dx^{\mu }}{d\tau }}}, donde {\displaystyle x^{\mu }\!} son las coordenadas de una partícula en su tiempo propio {\displaystyle \tau }. Un vector covariante es aquel que se transforma como {\displaystyle {\frac {\partial \varphi }{\partial x^{\mu }}}}, donde {\displaystyle \varphi } es un campo escalar.

## Álgebra y geometría
En teoría de categorías, hay funtores covariantes y funtores contravariantes. La asignación del espacio dual a un espacio vectorial es un ejemplo estándar de funtor contravariante. Los vectores contravariantes (respectivamente, covariantes) son functores contravariantes (respectivamente, covariantes) desde {\displaystyle {\text{GL}}(n)}-torsor hasta la representación fundamental de {\displaystyle {\text{GL}}(n)}. De manera similar, los tensores de grado superior son functores con valores en otras representaciones de {\displaystyle {\text{GL}}(n)}. Sin embargo, algunas construcciones del álgebra multilineal son de varianza mixta, lo que les impide ser functores.
En geometría diferencial, las componentes de un vector relativas a una base de un fibrado tangente son covariantes si cambian con la misma transformación lineal que un cambio de base. Son contravariantes si cambian por transformación inversa. A veces esto es fuente de confusión por dos razones distintas pero relacionadas. La primera es que los vectores cuyos componentes son covariantes (llamados covectores o 1-formas) en realidad son regredientes bajo funciones suaves, lo que significa que la operación que asigna el espacio de covectores a una variedad suave es en realidad un functor contravariante. Del mismo modo, los vectores cuyas componentes son contravariantes progredientes bajo aplicaciones suaves, por lo que la operación que asigna el espacio de vectores (contravariantes) a una variedad suave es un functor covariante. En segundo lugar, en el enfoque clásico de la geometría diferencial, el objeto más primitivo no son las bases del paquete tangente, sino más bien los cambios en el sistema de coordenadas. Los vectores con componentes contravariantes se transforman de la misma manera que los cambios en las coordenadas (porque estos en realidad cambian de manera opuesta al cambio de base inducido). Asimismo, los vectores con componentes covariantes se transforman de manera opuesta a los cambios en las coordenadas.

## Citas
1. ↑  Misner, C.; Thorne, K.S.; Wheeler, J.A. (1973). Gravitation. W.H. Freeman. ISBN 0-7167-0344-0.
2. ↑  Frankel, Theodore (2012). The geometry of physics : an introduction. Cambridge: Cambridge University Press. p. 42. ISBN 978-1-107-60260-1. OCLC 739094283.
3. ↑  Sylvester, J.J. (1851). «On the general theory of associated algebraical forms». Cambridge and Dublin Mathematical Journal 6. pp. 289-293.
4. ↑  Sylvester, J.J. University Press. The collected mathematical papers of James Joseph Sylvester. 3, 1870–1883. ISBN 978-1107661431. OCLC 758983870.
5. ↑  Bowen, Ray; Wang, C.-C. (2008) [1976]. «§3.14 Reciprocal Basis and Change of Basis». Introduction to Vectors and Tensors. Dover. pp. 78, 79, 81. ISBN 9780486469140.